# 天道町 (名古屋市)
天道町（てんどうちょう）は、愛知県名古屋市北区にある地名。現行行政地名は天道町1丁目から天道町5丁目。住居表示未実施。

## 地理
区中央部に位置する。町域東端には県営辻町住宅が、西端にはアーバンラフレ志賀が存在する住宅地で、小工場・作業場が混在する。

## 歴史
- 1937年（昭和12年） - 西区安井町・辻町の各一部より成立。

## 世帯数と人口
2019年（平成31年）1月1日現在の世帯数と人口は以下の通りである。
| 町丁   | 世帯数  | 人口    |
| ------ | ------- | ------- |
| 天道町 | 990世帯 | 2,132人 |

### 人口の変遷
国勢調査による人口の推移
| 2000年（平成12年） | 1,785人 | [ 6 ] |  |
| 2005年（平成17年） | 1,970人 | [ 7 ] |  |
| 2010年（平成22年） | 2,180人 | [ 8 ] |  |
| 2015年（平成27年） | 2,135人 | [ 9 ] |  |

## 学区
市立小・中学校に通う場合、学校等は以下の通りとなる。また、公立高等学校に通う場合の学区は以下の通りとなる。なお、小学校は学校選択制度を導入しておらず、番毎で各学校に指定されている。
| 丁目        | 小学校                                      | 中学校               | 高等学校 |
| ----------- | ------------------------------------------- | -------------------- | -------- |
| 天道町1丁目 | 名古屋市立城北小学校 名古屋市立東志賀小学校 | 名古屋市立北陵中学校 | 尾張学区 |
| 天道町2丁目 | 名古屋市立城北小学校                        | 名古屋市立北陵中学校 | 尾張学区 |
| 天道町3丁目 | 名古屋市立城北小学校                        | 名古屋市立北陵中学校 | 尾張学区 |
| 天道町4丁目 | 名古屋市立城北小学校                        | 名古屋市立北陵中学校 | 尾張学区 |
| 天道町5丁目 | 名古屋市立城北小学校 名古屋市立辻小学校     | 名古屋市立北陵中学校 | 尾張学区 |

## 施設

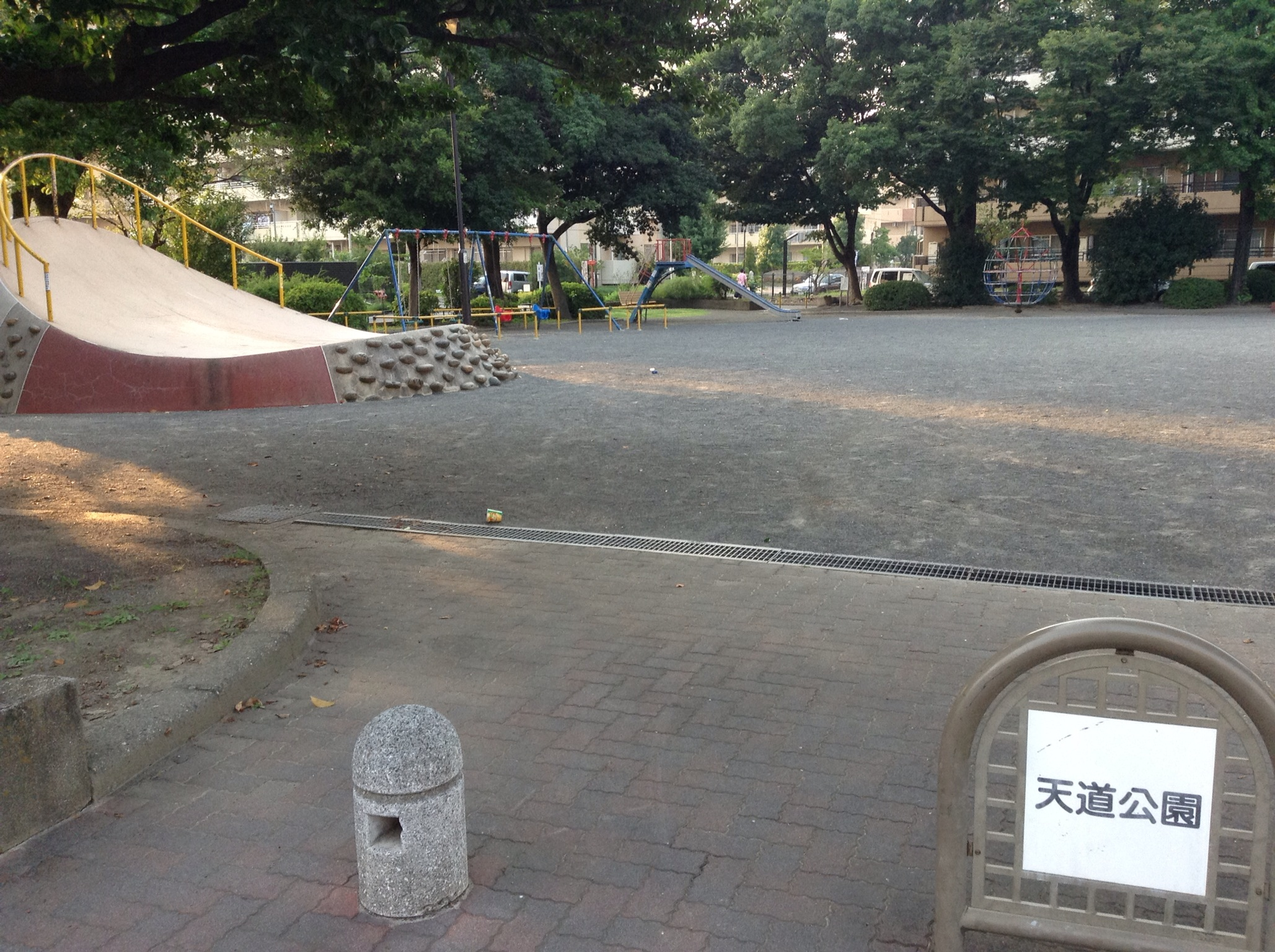
天道公園

1971年（昭和46年）4月1日供用開始。
- アーバンラフレ志賀
- 愛知県営辻町住宅
- ヤマト運輸名古屋辻センター
- 大宝運輸黒川支店

- 天道公園

## その他

### 日本郵便
- 郵便番号 : 462-0034[3]（集配局：名古屋北郵便局[13]）。